# NGC 6885
NGC 6885 (noto anche come C 37) è un ammasso aperto molto disperso visibile nella costellazione della Volpetta. La sua posizione, indicata come coincidente con l'ammasso NGC 6882, ha sollevato nel corso del tempo diversi equivoci e interrogativi.

## Osservazione

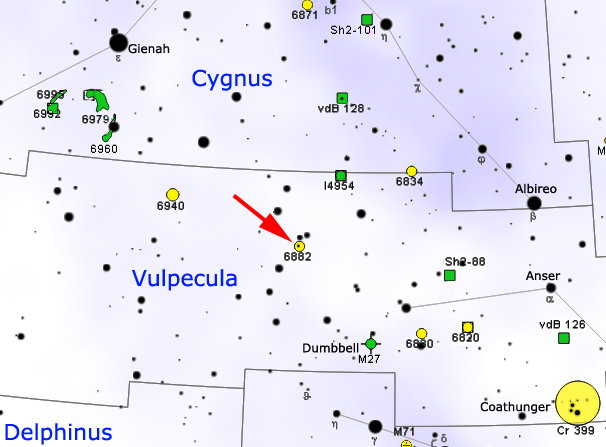
Mappa per individuare NGC 6885.

Si individua nella parte settentrionale della costellazione, poco a nord della Nebulosa Manubrio, nella stessa area di cielo in cui si trova la stella 20 Vulpeculae, una stella blu di magnitudine 5,91. Attraverso un binocolo appare come un vago addensamento concentrato poco a nordovest di questa stella, ma non sono visibili ulteriori dettagli; con un telescopio di 200mm e bassi ingrandimenti si osservano diverse decine di stelle fino alla magnitudine 13 molto sparse e con solo un debole accenno di concentrazione, in una zona di cielo già di per sé piuttosto ricca di campi stellari.
Quest'ammasso può essere osservato da entrambi gli emisferi terrestri, sebbene la sua declinazione molto settentrionale favorisca discretamente gli osservatori dell'emisfero nord; dalle regioni boreali si presenta estremamente alto nel cielo nelle notti d'estate, mentre dall'emisfero australe resta sempre piuttosto basso, a eccezione delle aree prossime all'equatore. È comunque visibile da tutte le aree abitate della Terra. Il periodo migliore per la sua osservazione nel cielo serale è quello compreso fra giugno e novembre.

## Storia delle osservazioni e l'enigma di NGC 6882
NGC 6885 viene spesso indicato nelle carte come un oggetto sovrapposto al più grande NGC 6882 e concentrato attorno alla stella 20 Vulpeculae; in un'area dove già di per sé è difficile identificare un ammasso, trovarne due è ancora più problematico.
NGC 6885 venne osservato da William Herschel nel 1784 e lo descrisse come un ammasso di stelle disperse e non ricco; questa descrizione tuttavia non coincide con quella fornita nel New General Catalogue, dove lo si indica come molto esteso, ricco e luminoso, con stelle comprese fra la magnitudine 6 e 11. Tale descrizione è riportata anche nell'antecedente General Catalogue of Nebulae and Clusters di John Herschel, figlio di William, il quale probabilmente si discostò dalla descrizione del padre per venire incontro a ciò che lui stesso osservava. In effetti William Herschel osservò in questa zona due ammassi, oggi noti come NGC 6882 e NGC 6885; il primo lo indicò come posto a ESE della stella 18 Vulpeculae, poco a sud della stella 19 Vulpeculae (dove in realtà non è visibile alcun ammasso), mentre il secondo ricevette una simile descrizione, portando alcuni studiosi a ipotizzare che si tratti del medesimo oggetto.
Nel Webb Society Deep-Sky Observer's Handbook è presente una nota in cui si afferma che NGC 6885 sia sovrapposto al più grande NGC 6882. Robert Julius Trumpler, uno dei più grandi studiosi di ammassi aperti di inizio Novecento, invertì la situazione, indicando NGC 6882 come un piccolo ammasso a nordest di 20 Vulpeculae e NGC 6885 come un grande ammasso attorno a questa stella; un altro grande studioso dell'epoca, Per Collinder, riscambiò le dimensioni dei due ammassi nel suo catalogo, indicandoli con i numeri 416 e 417.
Nell'edizione rivista del New General Catalogue, edita alla fine del Novecento, si considerano i due oggetti come coincidenti.

## Caratteristiche
NGC 6885 appare come un ammasso con componenti piuttosto disperse e costituenti un leggero addensamento specialmente a nordovest della stella 20 Vulpeculae, che essendo in primo piano non appartiene fisicamente all'ammasso. La sua distanza di solito è indicata attorno ai 600 parsec (1950 anni luce), ricadente pertanto sul bordo interno del Braccio di Orione, a breve distanza dal sistema nebuloso della Fenditura del Cigno. Alcuni studi indicano che l'oggetto si troverebbe a una distanza maggiore, per altro riproponendo la distinzione fra NGC 6882 e NGC 6885, indicando per quest'ultimo che potrebbe trattarsi di una sezione di un'associazione OB.
Data l'età di circa 1,4 miliardi di anni, le stelle visibili in quest'ammasso sono considerevolmente vecchie. Nella sua direzione sono state individuate tradizionalmente due variabili δ Scuti, indicate come V381 Vulpeculae e V382 Vulpeculae; successivamente si è scoperto che la prima di queste è effettivamente una variabile di questa classe, seppur con un periodo più lungo della media, facente parte di un gruppo stellare situato a 450 parsec, mentre la seconda sarebbe in realtà una variabile β Cephei situata a 1200 parsec assieme ad altre stelle che evidentemente non fanno parte di NGC 6885, trovandosi due volte più lontane.